# 甲氧基亚甲基三苯基磷
甲氧基亚甲基三苯基磷是一种维蒂希试剂，它可以将醛或酮转化为醛的同系物。

## 制备
它可以三苯基膦为原料反应得到，反应的第一步是氯甲醚的P-烷基化反应：
PPh
3 + CH
3OCH
2Cl  →   [CH
3OCH
2PPh
3]Cl
第二步是𬭸盐的脱质子化：
[CH
3OCH
2PPh
3]Cl  +  LiNR
2  →   CH
3OCH=PPh
3  +  LiCl  +  HNR
2